# Етельберт (Манітоба)
Етельберт (англ. Ethelbert) — муніципалітет в Канаді, у провінції Манітоба.

## Населення
За даними перепису 2016 року, муніципалітет нараховував 607 осіб, показавши скорочення на 3,5%, порівняно з 2011-м роком. Середня густина населення становила 0,5 осіб/км².
З офіційних мов обидвома одночасно володіли 5 жителів, тільки англійською — 600. Усього 140 осіб вважали рідною мовою не одну з офіційних, з них 105 — українську.
Працездатне населення становило 53,2% усього населення, рівень безробіття — 8,6% (17,6% серед чоловіків та 0% серед жінок). 63,8% осіб були найманими працівниками, а 37,9% — самозайнятими.
Середній дохід на особу становив $28 194 (медіана $21 696), при цьому для чоловіків — $32 101, а для жінок $23 558 (медіани — $22 144 та $20 523 відповідно).
30,6% мешканців мали закінчену шкільну освіту, не мали закінченої шкільної освіти — 35,2%, 35,2% мали післяшкільну освіту, з яких 21,1% мали диплом бакалавра, або вищий.
| Статево-вікова структура населення | Статево-вікова структура населення | Статево-вікова структура населення | Статево-вікова структура населення | Статево-вікова структура населення |
| ---------------------------------- | ---------------------------------- | ---------------------------------- | ---------------------------------- | ---------------------------------- |
|                                    |                                    |                                    |                                    |                                    |
| Всього                             | Всього                             | 52,5%47,5%                         |                                    |                                    |
| 0 — 14 років                       | 0 — 14 років                       |                                    | 13,3%                              | 13,3%                              |
| 15 — 64 років                      | 15 — 64 років                      |                                    | 57,5%                              | 57,5%                              |
| 65 і більше                        | 65 і більше                        |                                    | 29,2%                              | 29,2%                              |
| 85 і більше                        | 85 і більше                        |                                    | 2,5%                               | 2,5%                               |
| Середній вік (років)               | Середній вік (років)               | 49,047,3                           | 48,2                               | 48,2                               |
| Медіана (років)                    | Медіана (років)                    | 54,652,7                           | 54,0                               | 54,0                               |
| — чоловіки — жінки                 |                                    |                                    |                                    |                                    |

| Походження мешканців:     | Походження мешканців:     | Походження мешканців: | Походження мешканців: | Походження мешканців: |
| ------------------------- | ------------------------- | --------------------- | --------------------- | --------------------- |
| Походження                |                           |                       | осіб                  | %                     |
| Корінні американці        | Корінні американці        |                       | 60                    | 9.6%                  |
| Інше північноамериканське | Інше північноамериканське |                       | 105                   | 16.8%                 |
| Європейське               | Європейське               |                       | 590                   | 94.4%                 |
| британське                | британське                |                       | 200                   | 32%                   |
| французьке                | французьке                |                       | 50                    | 8%                    |
| українське                | українське                |                       | 405                   | 64.8%                 |

| Зайнятість населення за галузями (за класифікацією NOC): | Зайнятість населення за галузями (за класифікацією NOC): | Зайнятість населення за галузями (за класифікацією NOC): | Зайнятість населення за галузями (за класифікацією NOC): | Зайнятість населення за галузями (за класифікацією NOC): |
| -------------------------------------------------------- | -------------------------------------------------------- | -------------------------------------------------------- | -------------------------------------------------------- | -------------------------------------------------------- |
|                                                          |                                                          |                                                          |                                                          |                                                          |
| Управління                                               | Управління                                               |                                                          | 33,9%                                                    | 33,9%                                                    |
| Бізнес, фінанси та адміністрування                       | Бізнес, фінанси та адміністрування                       |                                                          | 3,4%                                                     | 3,4%                                                     |
| Охорона здоров'я                                         | Охорона здоров'я                                         |                                                          | 5,1%                                                     | 5,1%                                                     |
| Освіта, правозахист, муніципальні та урядові служби      | Освіта, правозахист, муніципальні та урядові служби      |                                                          | 8,5%                                                     | 8,5%                                                     |
| Роздрібна торгівля та послуги                            | Роздрібна торгівля та послуги                            |                                                          | 15,3%                                                    | 15,3%                                                    |
| Гуртова торгівля, транспорт та обладнання                | Гуртова торгівля, транспорт та обладнання                |                                                          | 6,8%                                                     | 6,8%                                                     |
| Природні ресурси, сільське господарство                  | Природні ресурси, сільське господарство                  |                                                          | 20,3%                                                    | 20,3%                                                    |

## Клімат
Середня річна температура становить 1,5°C, середня максимальна – 22,9°C, а середня мінімальна – -24,4°C. Середня річна кількість опадів – 507 мм.
| Клімат поселення                              | Клімат поселення | Клімат поселення | Клімат поселення | Клімат поселення | Клімат поселення | Клімат поселення | Клімат поселення | Клімат поселення | Клімат поселення | Клімат поселення | Клімат поселення | Клімат поселення | Клімат поселення |
| Показник                                      | Січ.             | Лют.             | Бер.             | Квіт.            | Трав.            | Черв.            | Лип.             | Серп.            | Вер.             | Жовт.            | Лист.            | Груд.            |                  |
| Середній максимум, °C                         | −11,32           | −7,65            | −0,87            | 8,46             | 16,29            | 21,94            | 22,88            | 21,40            | 15,81            | 8,88             | −1,5             | −10,44           |                  |
| Середня температура, °C                       | −17,87           | −14,19           | −7,41            | 1,90             | 9,74             | 15,40            | 18,38            | 16,92            | 11,31            | 4,38             | −5,98            | −14,94           |                  |
| Середній мінімум, °C                          | −24,41           | −20,74           | −13,96           | −4,6             | 3,20             | 8,86             | 13,89            | 12,42            | 6,82             | −0,11            | −10,46           | −19,44           |                  |
| Норма опадів, мм                              | 20               | 12               | 24               | 26               | 54               | 88               | 80               | 72               | 58               | 30               | 23               | 20               |                  |
| Середньомісячна швидкість вітру, м/с          | 3.57             | 3.60             | 3.70             | 3.90             | 4.10             | 3.80             | 3.40             | 3.40             | 3.80             | 4.00             | 3.80             | 3.60             |                  |
| Середньомісячна сонячна радіація, кДж/м²·день | 3804             | 7046             | 12550            | 17163            | 20311            | 21384            | 21678            | 18260            | 12399            | 7307             | 3853             | 2883             |                  |
| --------------------------------------------- | ---------------- | ---------------- | ---------------- | ---------------- | ---------------- | ---------------- | ---------------- | ---------------- | ---------------- | ---------------- | ---------------- | ---------------- | ---------------- |
| Джерело:                                      |                  |                  |                  |                  |                  |                  |                  |                  |                  |                  |                  |                  |                  |